# Máquina molecular
Uma máquina molecular, ou nanomáquina, é uma entidade com um número discreto de componentes em escala molecular ligados por ligações químicas, interações intermoleculares ou ligações mecânicas, que podem desempenhar movimentos mecânicos em resposta a um ou mais estímulos específicos. Geralmente este termo é utilizado nas nanociências para indicar moléculas ou macromoléculas que conseguem mimetizar funções de máquinas ou equipamentos macroscópicos, sejam eles físicos ou biológicos.
O conceito moderno de máquinas moleculares é o resultado de anos de pesquisa de químicos, físicos e biólogos, resultando em milhares de artigos publicados e rendendo o prêmio Nobel em química de 2016 para Jean-Pierre Sauvage, Sir J. Fraser Stoddart e Bernard L. Feringa pelo design e síntese de máquinas moleculares.

## Visão histórica e Conceitos fundamentais
Um dos primeiros a falar abertamente sobre a possibilidade de nanomáquinas foi Richard P. Feynman em sua seminal palestra no encontro anual da American Physical Society na Caltech em 23 de dezembro de 1959. Posteriormente K. Eric Drexler explorou e aprofundou os conceitos apresentados por Feynman em seu livro "Engines of Creation: The Coming Era of Nanotechnology" publicado em 1986 e em sua tese de doutorado apresentada ao MIT em 1991 intitulada "Molecular Machinery and Manufacturing With Applications to Computation" . Drexler também publicou um artigo seminal na revista PNAS intitulado "Molecular engineering: An approach to the development of general capabilities for molecular manipulation", que já recebeu mais de 800 citações.
Motores moleculares podem ser baseados no uso de flutuações térmicas aleatórias como energia para realizar trabalho. Experimentos mentais como o Demônio de Maxwell e a Ratchet de Feynman exploram o potencial uso do movimento Browniano para realizar trabalho.

#### Movimento Browniano
Diferentemente do movimento macroscópico, sistemas moleculares estão constantemente passando por movimentos dinâmicos caóticos sujeitos às leis da mecânica brownianos (ou movimento browniano) e, portanto, aproveitar o movimento molecular é um processo muito difícil. O fenômeno do movimento browniano (observado por Robert Brown (botânico), 1827), foi posteriormente explicado por Albert Einstein em 1905. Einstein descobriu que o movimento browniano é uma consequência da escala, em pequenas escalas as flutuações térmicas têm um papel muito maior no movimento das partículas, e não a natureza do entorno.

#### O demônio de Maxwell
O demônio de Maxwell é um experimento mental criado pelo físico James Clerk Maxwell em 1867 no qual ele sugere que a segunda lei da termodinâmica possa ser hipoteticamente violada. Nesse experimento mental um demônio - a palavra demônio neste contexto nada tem a ver com as crenças judaico-cristãs mas com a mitologia grega, segundo os antigos gregos um demônio era um ser com qualidades sobrenaturais (não necessariamente malévolas como os judeus e os cristãos acreditam) e com natureza intermediária a dos mortais e dos deuses - controla uma pequena porta entre duas câmaras com gás. Quando as moléculas do gás chegam próximas da porta, o demônio rapidamente abre e fecha a porta de forma que somente as moléculas mais rápidas passem de uma câmara para outra, enquanto as moléculas mais lentas ficam na câmara original. Como as moléculas mais rápidas são mais quentes, o comportamento do demônio faz com que uma das câmaras aqueça e a outra esfrie, e com o tempo cada vez mais a câmara mais fria transfere calor para a câmara quente, fazendo com que sua entropia diminua e assim violando a segunda lei da termodinâmica. Esse experimento têm provocado intenso debate na comunidade acadêmica, e muitas de suas soluções envolvem uma conexão entre teoria da informação e a termodinâmica.
Apesar de completamente mental, algumas versões reais do demônio de Maxwell existem em sistemas biológicos e em algumas sistemas nanosistemas.

#### Ratchet de Feynman

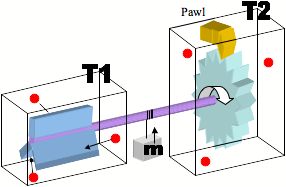
Figura esquemática de Ratchet de Feynman

Imaginemos um sistema muito pequeno (ver abaixo) de duas pás ou engrenagens ligadas por um eixo rígido e que é possível manter estas duas pás a duas temperaturas diferentes. Uma das engrenagens (em T2) tem uma lingueta que está retificando o movimento do sistema, e, portanto, o eixo só pode se mover em uma rotação no sentido horário, e ao fazê-lo, poderia levantar um peso (m) para cima em cima de catraca. Agora imagine se o remo na caixa T1 estava em um ambiente muito mais quente do que a engrenagem na caixa T2; seria de esperar que a energia cinética das moléculas de gás (círculos vermelhos) que atingem a pá em T1 seria muito mais elevada do que as moléculas de gás que atingem a engrenagem em T2. Por conseguinte, com menor energia cinética dos gases no T2, haveria pouca resistência das moléculas ao colidirem com a engrenagem na direcção oposta estatisticamente. Além disso, o roquete iria permitir a direcionalidade, e lentamente ao longo do tempo, o eixo de roquete iria rodar e, levantando o peso (m). 
Como descrito, este sistema pode parecer uma máquina de movimento perpétuo; No entanto, o principal ingrediente é o gradiente térmico dentro do sistema. Esta catraca não ameaça a segunda lei da termodinâmica, porque este gradiente de temperatura deve ser mantida por alguns meios externos. O movimento Browniano das partículas de gás fornece a energia para o aparelho, e o gradiente de temperatura permite que a máquina para conduzir o sistema ciclicamente afastamento do equilíbrio. Na catraca de Feynman, o movimento browniano aleatório não é combatido, mas em vez disso, aproveitado e retificado. Infelizmente, os gradientes de temperatura não podem ser mantida ao longo de distâncias à escala molecular, porque a vibração molecular de redistribuição da energia a outras partes da molécula. Além disso, apesar da máquina de Feynman fazendo um trabalho útil para levantar a massa, usando o movimento browniano para alimentar uma máquina de nível molecular não fornece qualquer visão sobre como o poder (ou energia potencial do peso levantado) pode ser usado para executar tarefas em nanoescala. 

## Tipos de máquinas moleculares
"Consider any machine—for example, an automobile—and ask about the problems of making an infinitesimal machine like it … Biology is not simply writing information; it is doing something about it." Richard P. Feynman (1959). 
É possível dividir as classes de máquinas moleculares em dois grupos fundamentalmente diferentes. O primeiro, derivado diretamente dos princípios apresentados por Feynman e Drexler, é desenhar e projetar elementos moleculares baseados nos princípios mecânicos clássicos do mundo macroscópico como nanocarros, pistões moleculares, elevadores moleculares, rotores moleculares, e outros sistemas que imitam o mundo macroscópicos como objetos moleculares.

Mecanismo molecular de síntese de proteínas pelo ribossomo

Uma segunda classe é baseada em princípios e conceitos derivados de nanosistemas biológicos, aplicados no desenho de máquinas moleculares sintéticas biomiméticas. As máquinas moleculares biológicas são extremamente complexas, mesmo quando em condições limitadas. Por exemplo proteínas que mesmo sendo limitadas pelos 20 aminoácidos naturais apresentam uma complexidade tão grande que em geral é difícil até mesmo entender seu funcionamento por completo.

### Máquinas moleculares naturais
Bilhões de anos de seleção natural no planeta terra resultaram na mais complexa máquina molecular que temos conhecimento: a vida. Os seres vivos são compostos por diversas sistemas moleculares extremamente complexos que apresentam um comportamento de máquina molecular.

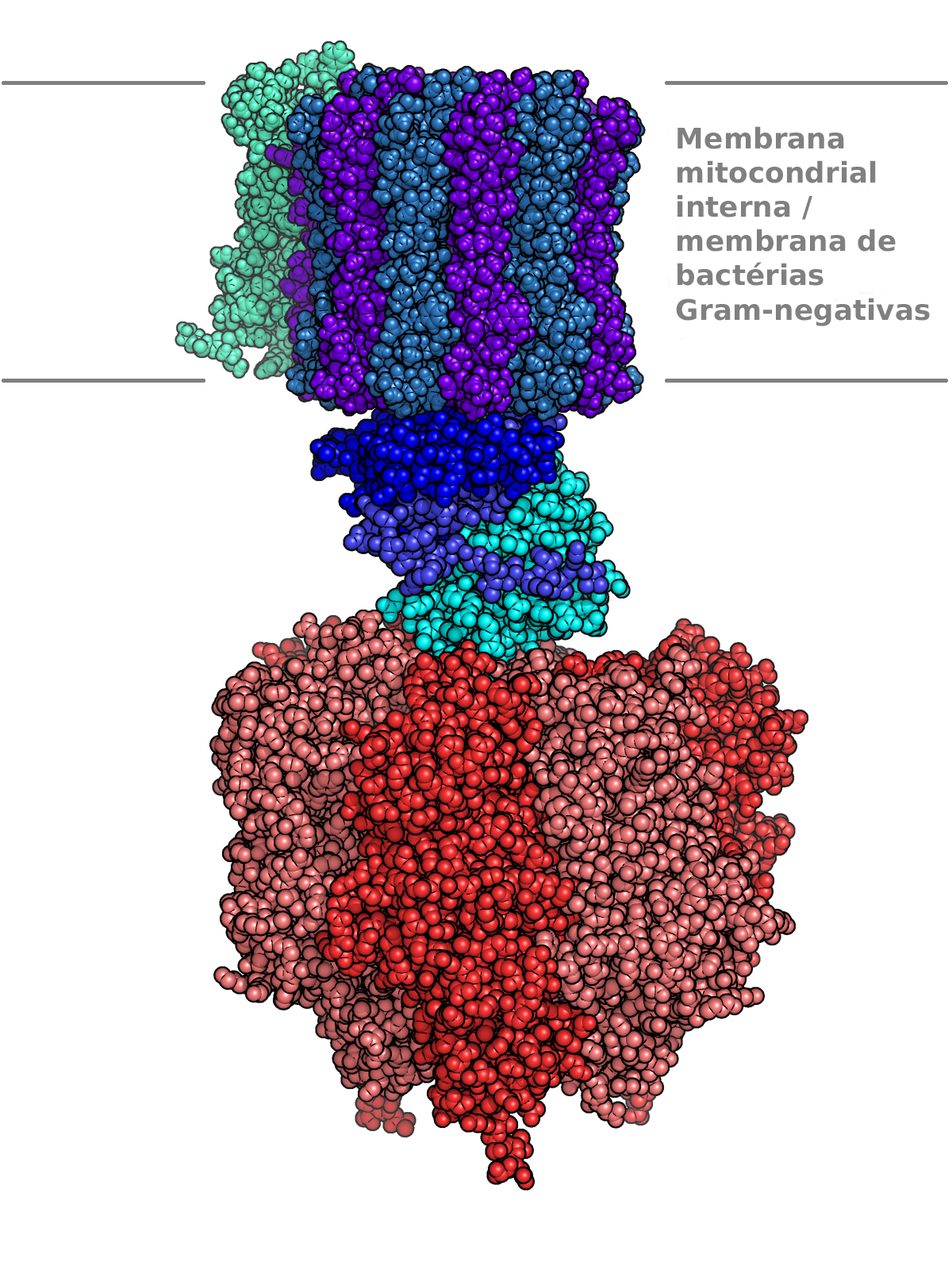
FO-F1 ATP sintase

Alguns exemplos de máquinas moleculares biológicas naturais importantes incluem:
- Máquinas a base de polimerização
  - Polimerização da actina formando filamentos, consome ATP e pode gerar forças que movimentam e propulsionam a célula;
  - Polimerização dos microtúbulos, comsome GTP e mode movimentar organelas dentro da célula;
- Motores rotatórios
  - FoF1-ATP sintase utiliza o gradiente químico de prótons entre as membranas da mitocôndria para sintetizar ATP.
  - Flagelos bacterianos utilizam um mecanismo similar ao da FoF1-ATP sintase para girar e gerar propulsão que movimenta bactérias como a E. coli;
- Motores que geram tração
  - Miosina e Actina são responsáveis pela contração muscular e tráfego de vesículas dentro da célula;
  - Cinesina transporta cargas do núcleo ao longo dos microtúbulos;
- Motores relacionados à ácidos nucleicos
  - RNA polimerase é responsável por transcrever RNA em DNA;
  - DNA polimerase transforma uma fita simples de DNA em uma fita dupla;
  - Helicases separam a dupla fita de ácidos nucleicos antes da transcrição ou tradução;
  - Topoisomerases desentrelaçam a dupla fita de DNA;

### Máquinas moleculares artificiais
- Transportadores moleculares (Molecular shuttle)

Modelo esquemático representando o funcionamento do "molecular shuttle".

Diversas máquinas moleculares têm sido sintetizadas pelos químicos ao longo dos últimos anos. Apesar de apresentar complexidade muito inferior à apresentada por sistemas biológicos, pouco a pouco o nível de controle e adaptabilidade desses sistemas têm crescido. A primeira máquina molecular reportada com essa terminologia foi produzida por Sir J. Fraser Stoddart e colaboradores em 1991. Denominada de "molecular shuttle" ou "transportador molecular", essa máquina possui um anel mecanicamente ligado que é capaz de se mover para trás e para frente em duas "estações" idênticas, como um ônibus, sob a ação de diferentes estímulos como pH, luz, diferentes solventes e presença de íons.
- Motores moleculares

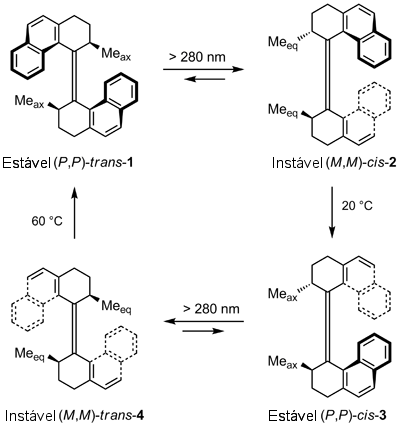
Motor molecular de Feringa

Um outro desenvolvimento importante foi o dos motores moleculares, moléculas que conseguem rodar unidirecionalmente em torno de seu eixo quando estimulada por luz, temperatura ou mudança no pH. O primeiro rotor molecular foi reportado por Bernard L. Feringa e colaboradores em 1999 na revista Nature. O funcionamento desse motor está baseado na isomerização de uma ligação dupla que conecta dois grupos volumosos. A capacidade de isomerização da ligação dupla, combinada com a quiralidade das porções volumosas faz com que o movimento de giro seja em apenas uma direção. A primeira versão desse modelo era bastante simples, entretanto com o passar dos anos versões mais complexas foram sendo desenvolvidas, culminando no recentemente desenvolvimento de um Metal-Organic Framework em que um dos blocos de construção é um rotor molecular.
- Nanocarros

Com o desenvolvimento de diferentes tipos de motores moleculares, um passo natural foi a criação de nanocarros - moléculas que conseguem se deslocar espacialmente sob a ação de estímulos. Tamanho foi a animação com o tema que o Centro para o Desenvolvimento de Materiais e Estudos Estruturais (CEMES-CNRS), em Toulouse na França, propôs a primeira corrida de nanocarros, para promover e testar seu novo microscópio de tunelamento com varredura. Nessa corrida, os participantes tiveram que projetar e sintetizar um nanocarro e "dirigir" por uma superfície metálica a ~5K com um microscópio de tunelamento. O nanocarro vencedor, que funciona com um mecanismo de propulsão por dipolo elétrico, se moveu por 150 nm em 1.5 horas, o equivalente a uma velocidade de 0,00000000015 km/h.
- Nanorobôs

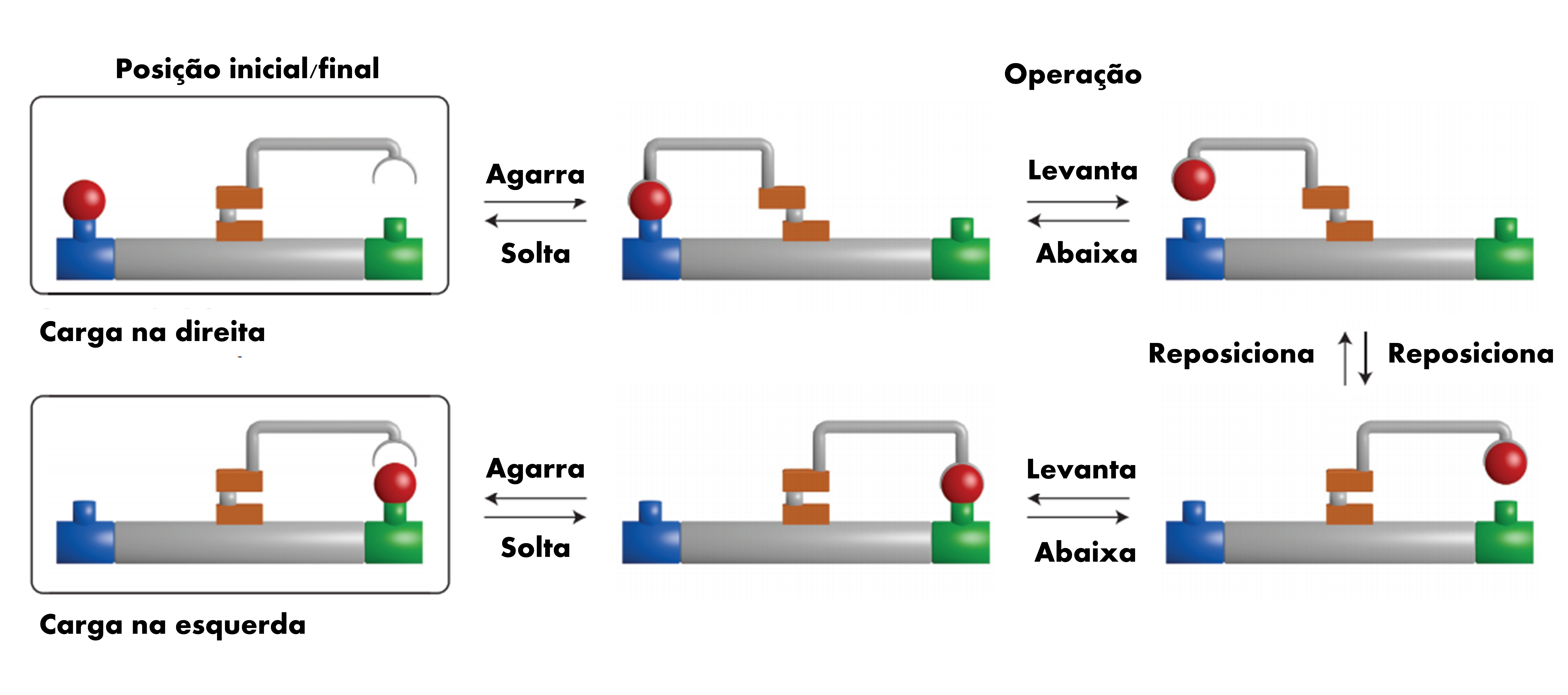
Esquema de funcionamento de um "braço robótico" molecular.

A manipulação da matéria átomo a átomo é um tema que marca a comunidade científica a décadas. Não somente a comunidade acadêmica, mas também é um tópico central em muitas obras de ficção científica famosas na cultura pop. Esse nível de controle já é atingido a algum tempo, com o uso de microscópios de força atômica ou de tunelamento, que conseguem capturar um único átomo ou molécula. Apesar disso, o controle em larga escala ainda é um objetivo a ser alcançado. Um passo importante dado nessa direção foi o desenvolvimento de um sistema molecular que simula um "braço robótico", capaz de seletivamente capturar e transportar uma carga em duas direções espaciais distintas, utilizando sítios com características químicas diferentes em uma "plataforma" molecular.
- Esquadrinhadores

Em 2020, foi desenvolvido um nanodispositivo (com base em plasma em nanoescala) que permite a geração de ondas terahertz de alta potência. Medindo apenas 1 nanômetro, o nanodispositivo gera sinais de potência extremamente alta em apenas alguns picossegundos, ou um trilionésimo de segundo, o que produz ondas THz de alta potência. As ondas THz não são perigosas para a saúde humana e já estão em uso em alguns aeroportos para escanear passageiros e detectar objetos e substâncias perigosas.